# Heaven Help Us All
Singles de Stevie Wonder
Signed, Sealed, Delivered I'm Yours
(1970) We Can Work It Out
(1971)
Heaven Help Us All est une chanson de Ron Miller écrite en 1970 et dont Stevie Wonder est l'interprète initial. Extrait de son album Signed, Sealed & Delivered, le single atteint les top 10 du Billboard Hot 100 et du Billboard R&B Singles. 
La chanson est reprise par plusieurs dizaines d'artistes dont Joan Baez, Ike & Tina Turner, Bon Jovi ou encore Ray Charles, dont la reprise de 2004 remporte un Grammy Award. 

## Contexte
Heaven Help Us All est le troisième single issu de son douzième album Signed, Sealed & Delivered, après Never Had a Dream Come True et Signed, Sealed, Delivered I'm Yours.
Enregistrée le 31 mars 1970, la chanson sort en single le 7 août 1970 chez Tamla (référence T 54200). La face B, I Gotta Have a Song, est composée par Don Hunter, Lula Mae Hardaway, Paul Riser (en) et Stevie Wonder, et est également issue de son album Signed, Sealed & Delivered.
Pendant le refrain, Stevie Wonder s'accompagne de chœurs chantant à la manière d'une chorale gospel.
Durant la guerre du Golfe, la BBC a banni la chanson de Wonder,, souhaitant ainsi éviter de troubler son audience anglaise.

### Classement
| Classement (1970)                  | Meilleure position |
| ---------------------------------- | ------------------ |
| États-Unis (Billboard Hot 100)     | 9                  |
| États-Unis (Billboard R&B Singles) | 2                  |
| États-Unis (Cash Box Top 100)      | 9                  |
| Canada (RPM Top Singles)           | 14                 |
| Royaume-Uni (UK Singles Chart)     | 29                 |
| Australie (Kent Music Report)      | 88                 |

## Accueil
Cash Box : "Super Wonder revient avec un titre qui colle parfaitement à son image d'interprète complet qu'il représente" et "[la chanson contient] des paroles contemporaines garantes d'un nouveau succès".
Pour Matthew Greenwald (AllMusic), il s'agit "d'une des plus belles chansons de Wonder [...], bien que sous-estimée alors qu'elle devrait être considérée comme l'un de ses chefs-d’œuvre de l'époque".

## Reprises
Informations issues de SecondHandSong, sauf mention complémentaire.

### Versions de Ray Charles
En 1972, Ray Charles enregistre une première interprétation pour son album A Message from the People (en).  
Heaven Help Us All est la chanson préférée de Charles sur cet album, c'est pourquoi il la choisit afin d'être réinterprétée en version gospel avec Gladys Knight sur son album de 2004, Genius Loves Company. 
Cette seconde version remporte un Grammy Award lors de la 47e cérémonie en 2005 dans la catégorie Meilleure performance Gospel (en), en compétition avec The Stone (Shirley Caesar (en) et Ann Nesby (en)), Lay My Burden Down (Dr. John et Mavis Staples), Celebrate (He Lives) (Fred Hammond (en)) et There Will Be a Light (Ben Harper et The Blind Boys of Alabama). 

### Autres reprises
On dénombre une quarantaine de reprises, dont :
- Joan Baez, sur Blessed Are... (1971)
- Brook Benton, sur The Gospel Truth (1971)
- Paul Revere and the Raiders, sur Indian Reservation (1971)
- Johnny Ashcroft (en), sur Heaven Help Us All (1971)
- Ike & Tina Turner, sur Let Me Touch Your Mind (en) (1972)[14]
- The Persuasions (en), sur Spread the Word (1972)
- Ray Hildebrand (Paul & Paula), sur Special Kind of Man (1973)

- The Housemartins, sur la version 33 tours du single Caravan of Love (en) (1986)
- En juin 1986[15] lors d'un concert anti apartheid organisé à Londres, Heaven Help Us All est la troisième chanson interprétée par Boy Georges et Helen Terry (en)[16] avant que, drogué, il ne puisse poursuivre sa prestation et quitte la scène sous les jets de cannettes et de bouteilles des spectateurs[17].

- Wet Wet Wet, sur le single Four Track Wet Pack (1987)

- Bon Jovi, sur le second disque de l'édition européenne[18] de These Days, avec Richie Sambora au chant (1996)

- William Galison et Madeleine Peyroux, sur Got You on My Mind (2004)
- Claire Daly (en), sur Heaven Help Us All (2005)

### Adaptations en langue étrangère
| Année | Langue    | Titre          | Adaptation    | Interprète(s)     |
| ----- | --------- | -------------- | ------------- | ----------------- |
| 2015  | Islandais | Ennþá koma jól | Jónas Friðrik | Stefán Hilmarsson |